# Cratere Blagg
Blagg è un cratere lunare di 4,97 km situato nella parte nord-orientale della faccia visibile della Luna. È un cratere circolare senza erosione apprezzabile. A est-sud-est si trova il cratere irregolare Rhaeticus, mentre a nord-est si trova Triesnecker. È a circa 33 km a est della Bruce leggermente più grande. 
Prende il nome dalla nota astronoma inglese Mary Adela Blagg. Il suo diametro è di 5,0 km.